# Trioza iolani
Trioza iolani är en insektsart som beskrevs av George Willis Kirkaldy 1902. Trioza iolani ingår i släktet Trioza och familjen spetsbladloppor. Inga underarter finns listade i Catalogue of Life.